# Bizantinsko-vandalska vojna
Bizantinsko-vandalska vojna (tudi vandalska vojna) je potekala leta 533 med Bizantinskim cesarstvom in Vandalskim kraljestvom Kartagine. Boji so potekali na področju današnje Tunizije in vzhodne Alžirije.
Justinijan I. je s to vojno pričel ponovno osvajanje Zahodnorimskega imperija; z uničenjem vandalskega kraljestva so ponovno prevzeli nadzor nad celotno Severno Afriko.

## Bitke
- bitka pri Ad Decimumu (533)
- bitka pri Trikamarumu (533)